# Atkinsoniella dubia
Atkinsoniella dubia är en insektsart som beskrevs av Young 1986. Atkinsoniella dubia ingår i släktet Atkinsoniella och familjen dvärgstritar.
Artens utbredningsområde är Bhutan. Inga underarter finns listade i Catalogue of Life.